# 우라사와 나오키
우라사와 나오키(일본어: 浦沢直樹, 1960년 1월 2일 ~ )는 일본의 만화가이다.

## 생애
어려서부터 자신은 지극히 현실적이라고 생각했기에 만화가로서의 성공을 꿈꾸기보다는 경제학을 전공했다. 하지만 만화에 관심이 많이 있어서 소학관에 취직해 만화기자 같은 것을 해 보려고 면접을 보러 갔다, 편집자의 눈에 띄어 소학관 주체 공모전에 《Return!》이라는 작품으로 응모해 신인상 수상을 하게 되면서 만화가로 데뷔하게 된다.(1982년 소학관 신인 코믹 대상에서 데뷔) 이후 베트남 퇴역 군인이 전투 인스트럭트로 활약하며 범죄와 협박으로부터 의뢰인들을 보호하는 작품 《파인애플 아미》를 시작으로, 성공한 스포츠 만화의 패러디 《야와라!》, 《파인애플 아미》의 캐릭터를 발전시켜 남한테 도움을 받지 않고 스스로 문제를 해결하는 강인한 사내를 창출해 낸 《마스터 키튼》, 어렸을 때부터의 관심사인 호러물의 스피드를 극한까지 밀어 부친 스릴러 만화 《몬스터》 등 일본 최고의 만화가 중의 한 사람으로 성장하게 된다.
그의 작품은 현재 만화 뿐만 아니라 영화로도 제작되었다.

## 주요 작품
*장편*
- 《파인애플 아미》
- 《야와라!》
- 《해피》
- 《마스터 키튼》
- 《몬스터》
- 《20세기 소년》
- 《21세기 소년》(21세기 소년은 20세기 소년에서 바로 이어지는 내용으로 사실상 한 작품)
- 《플루토》(테즈카 오사무의 철완 아톰 -지상 최대의 로봇편-을 리메이크한 작품)
- 《빌리 배트》
- 《마스터 키튼 리마스터》

*단편*
- 《나사》
- 《춤추는 경찰관》
- 《지고로》(야와라의 할아버지인 지고로가 주인공인 단편이다.)
- 《타이치 키튼 동물학》(마스터 키튼의 아버지를 소재로 그린 단편)
- 《초기의 우라사와》
- 《20세기 소년의 조연/우지코 우지오 작품집》

*관련 책자*
- 《어나더 몬스터》
- 《딜런을 말하자》

*단편*
- 《Swimmers》
- 《만화 노트》
- 《달을 향해 던져라!》

*원화집*
- 《만벤》(漫勉)

## 수상 경력
- 1982년 제9회 소가쿠칸 신인 코믹 대상 일반 부문 입선(Retuen)
- 1989년 제35회 쇼가쿠칸 만화상(야와라!)
- 1997년 제1회 일본 문화청 미디어 예술제 만화부문 우수상(몬스터)
- 1999년 제3회 데츠카 오사무 문화상 만화대상(몬스터)
- 2000년 제46회 쇼가쿠칸 만화상(몬스터)
- 2001년 제25회 고단샤 만화상(20세기 소년)
- 2002년 제6회 일본 문화청 미디어 예술제 만화부문 우수상(20세기 소년)
- 2002년 제48회 쇼가쿠칸 만화상(20세기 소년)
- 2004년 제31회 프랑스 앙굴렘 국제만화전 최우수 장편상(20세기 소년)
- 2005년 제9회 일본 문화청 미디어 예술제 만화부문 우수상(플루토)
- 2005년 제9회 데츠카 오사무 문화상 만화대상(플루토)
- 2008년 제37회 일본 만화가협회상 대상(20세기 소년, 21세기 소년)
- 2008년 제39회 성운상 코믹 부분(20세기 소년, 21세기 소년)
- 2011년 에이스너 어워드(미국) 국제상 해외 아시아 부문 최우수상(20세기 소년, 21세기 소년)